# Sutherland River
Sutherland River är ett vattendrag i Kanada.   Det ligger i provinsen British Columbia, i den centrala delen av landet, 3 600 km väster om huvudstaden Ottawa. Sutherland River ligger vid sjön Babine Lake.
I omgivningarna runt Sutherland River växer i huvudsak barrskog. Trakten runt Sutherland River är nära nog obefolkad, med mindre än två invånare per kvadratkilometer.